# Texas city (Tremelo)
Texas City is een indianendorp in het Vlaams-Brabantse Tremelo.
Het indianendorp is gebouwd uit restanten van de American Wild West Show and Rodeo van de Expo 58 in Brussel.
In 2024 werd het indianendorp erkend als onroerend erfgoed.

## Trivia
- Robbe De Hert nam hier, een van zijn eerste kortfilms,  An Old Story (1964) op, een tot op heden niet teruggevonden western.[4]
- Het eerste optreden in België van The Who in zijn oorspronkelijke bezetting vond plaats in het Maloupark te Sint-Lambrechts-Woluwe op 20 mei 1967 ter gelegenheid van het derde Wolu City Festival. Dezelfde dag playbackte The Who een van hun hits in het "cowboydorp" van Tremelo voor een opname van de toenmalige RTB (nu RTBF). Fotograaf Herman Selleslags maakte er toen een merkwaardige fotoreportage van die in weekblad Humo verscheen[5].

- Inventaris van het Bouwkundig Erfgoed (Vlaanderen): 308876